# Audiometria
L'audiometria és la prova de la capacitat auditiva. Normalment, s'utilitza un audiòmetre (que enregistra un audiograma), però també es pot mesurar la capacitat de discriminar entre les intensitats de so diferents, reconèixer el to, o de distingir la parla del soroll de fons. També es pot mesurar el reflex acústic i les emissions otoacústiques. Els resultats de les proves audiomètriques s'utilitzen per diagnosticar la pèrdua d'audició o malalties de l'oïda.

## Tipus d'audiometries

### Audiometria tonal liminal
L'audiometria tonal liminal (ATL) avalua l'estat de la via aèria i la via òssia a diferents freqüències (125 a 8000 Hz) determinant el llindar auditiu del subjecte.
L'audiometria tonal liminal utilitza tons purs per via òssia o via aèria.
Per avaluar l'estat de la via aèria, al pacient se li proporcionen uns auriculars. És important que aquests es col·loquin correctament: auricular Vermell-Red-Right a la dreta, i auricular Blau-Blue-Left, a l'esquerra.
Per avaluar l'estat de la via òssia, en canvi, el pacient disposa d'un vibrador ossi, que es col·loca a l'apòfisi del mastoides, darrere del pavelló auditiu. D'aquesta manera, les dues oïdes estan estimulades amb la mateixa intensitat, independentment del punt d'aplicació del vibrador ossi.

#### Audiometria tonal liminal per via aèria
El pacient ha de seure en una posició tal que no pugui veure els quadrants de l'audiòmetre ni tampoc l'examinador. L'examinador no ha d'animar al pacient a respondre o donar pistes. El pacient quan senti la senyal ho ha de manifestar a l'examinador mitjançant un polsador o aixecant la mà. La col·locació dels auriculars és molt important, ja que la pressió i la posició influeixen en els resultats. També s'ha de tenir en compte que totes les mesures s'han de realitzar en un ambient acústic amb menys de 30 dB de soroll de fons. Normalment, aquestes proves es realitzen en cabines especials.
La via aèrea i la via òssiaa són molt similars. Tot i així, es comença amb la vía aérea i per la millor oïda. Per tant, es comença la prova explicant el test al pacient indicant que es presentaran tons a diferents intensitats i que sempre que els senti s'ha d'indicar (aixecant la mà o a través d'un polsador).
- Es comença amb una freqüència de 1000 Hz.
- Es presenta un estímul audible de demostració a uns 30 dB.
- L'estímul es presenta durant uns 2-3 s.
- Es disminueix 10 dB si se sent l'estímul, i s'augmenta 5 dB si no se sent.
- Quan es respon dues vegades positivament al mínim estímul d'aquesta freqüència s'anota com a llindar d'audició a aquesta freqüència.
- Es repeteix amb la resta de freqüències fent el mateix: 1500 Hz, 2000 Hz, 3000 Hz, 4000 Hz, 8000 Hz, 500 Hz i 250 Hz (i 125 Hz).
- Es realitza el mateix procés per l'altre oïda.
Tots els resultats es recolliran en un audiograma per cada oïda, amb una simbologia que s'explica més endavant.

#### Audiometria tonal liminal per via òssia
L'audiometria de conducció òssia permet obtenir els nivells mínims d'intensitat als quals la persona explorada és capaç de percebre els estímuls acústics, estimulant directament l'oïda interna pel fenomen de la vibració de líquid i ossos circumdant a l'òrgan de Corti. Primer de tot, s'explica al pacient la prova que es realitzarà. És important demanar que cada vegada que senti un so, premi (si es disposa d'un polsador) o bé que aixequi la mà, sempre del costat d'on prové el so, això ens ajudarà, a l'hora de detectar una possible lateralització del so. Dit d'altra manera que contesti a l'estímul sonor la còclea de l'oïda millor. És convenient especificar que ha de romandre el més immòbil possible, ja que qualsevol moviment corporal podria confondre en la identificació dels sons. Posteriorment, es col·loca el vibrador de l'audiòmetre sobre l'apòfisi del mastoide de l'os temporal de la banda que es té interès en explorar, tenint en compte que ha de fer contacte directe amb la pell, per això es procedirà a retirar qualsevol element que dificulti aquest contacte, com cabells o ulleres i s'ha d'evitar situar-lo sobre els cabells o que fregui amb el pavelló auditiu, ja que aquest amorteix les vibracions. Es pot donar el cas de que el vibrador rellisqui per l'efecte de la suor; però el problema se soluciona efectuant una neteja prèvia de la superfície amb alcohol. La via òssia és avaluada des de la freqüència 250 Hz. Fins a 8000 Hz. La tècnica utilitzada és la mateixa que per la via aèria, però el nivell de sortida màxima dels equips és entre 40 i 80 dB, variant segons la freqüència. Els resultats són registrats en l'audiograma, on s'anoten els llindars del pacient per a cada freqüència d'acord amb la simbologia estandarditzada. Es comença estudiant la resposta de la millor oïda. El mètode més utilitzat és el descendent, ja que té certs avantatges com l'aprenentatge del pacient i el reconeixement de la senyal presentada, però també existeix el mètode ascendent, i cal conèixer els dos, ja que es pot variar el seu ús, segons el perfil del pacient. Es comença per la freqüència 1000 Hz, seguint a continuació per les freqüències 2000, 4000, 8000, 500, 250 Hz. Si fos necessari, s'estudiaran les freqüències intermèdies de 3000, 6000, i 750 Hz.
L'audiometria òssia aprofundeix en la part més interna del sistema complet. El seu interès és evident en aquells casos en què s'obté un resultat anormal (llindars superiors a 25 dB) a l'audiometria per via aèria.
Convé recordar que la lesió responsable d'aquesta audiometria pot trobar-se en la zona de transmissió o externa (conducte auditiu extern, membrana timpànica, cadena d'ossets) o la zona interna (còclea, vies nervioses, centres nerviosos). En una hipoacusia neurosensorial, les respostes per via aèria i via òssia estan alterades i descendeixen juntes; mentre que en una hipoacusia de conducció, la via òssia es manté a nivell de llindar normal, però la via aèria descendeix; la hipoacusia mixta és una combinació d'hipoacusia conductiva i hipoacusia neurosensorial i implica que hi ha danys tant en l'oïda externa o mitjà com en l'oïda interna, i les dues respostes baixaran.

### Consideracions per al camuflament per via òssia
En recolzar el vibrador en la mastoide d'una oïda, el senyal arriba a l'altra còclea gairebé sense pèrdua auditiva, és a dir l'atenuació és de 0 dB. Clínicament pot haver-hi diferències de 5-10 dB. Causa d'alguna variació subjectiva de resultats, col·locació del vibrador, diferències a causa de la pell i forma del crani i millor transmissió d'altes freqüència si el punt d'aplicació de vibrador és més proper a la còclea. Com aquesta atenuació és gairebé nul·la per via òssia s'ha d'emmascarar sempre. Si no es realitza aquest procediment, s'està avaluant la via òssia de la millor oïda. L'excepció per no fer-ho és només quan la via aèria i l'òssia coincideixen o només hi ha una diferència de 10 dB. Com que l'òssia real estarà sempre entre la via òssia no emmascarada i l'aèria, i no pot ser més baixa que l'aèria, l'òssia de la qual la mesura és la real.

### Procediments per emmascarar tant via aèria com via òssia
Hi ha diversos mètodes i procediments descrits per emmascarar el sentit que no es vol avaluar, com el mètode Sensory-neural Acuity Level (S.A.L.), el mètode de Rainville, el mètode de Sebastián, entre d'altres. No obstant, en aquest treball només es descriuen els mètodes més utilitzats en la pràctica clínica, que són el mètode d'Hood modificat i les fórmules per determinar el nivell mínim i màxim d'emmascarament a utilitzar.
El mètode de Hood modificat també s'anomena de desplaçament de la porta, de plateau (altiplà) o psicoacústic, el qual va ser descrit per Hood en 1960. S'utilitza el soroll de banda estreta per avaluar les dues vies auditives. S'aplica per via aèria el soroll de banda estreta a 10 dB sobre el llindar auditiu aeri de la freqüència de l'oïda que es desitja emmascarar. A continuació, es determina el llindar auditiu de la via que s'està avaluant (aèria o òssia), de la freqüència de l'oïda a avaluar. Amb aquest llindar obtingut s'augmenta en 10 dB la intensitat de l'emmascarament aplicat i es verifica el llindar obtingut en l'oïda avaluat. Si es manté el llindar obtingut, s'augmenta per segona vegada en 10 dB més el soroll emmascarant i es torna a verificar si es manté el llindar. De mantenir aquest, es repeteix per tercera i última vegada l'increment de 10 dB del soroll emmascarant i es torna a verificar que es mantingui el llindar. Si aquest es manté, aquesta mesura es considera el llindar real. Si el llindar de l'oïda examinat va canviant per cada increment, s'ha de repetir el procediment abans descrit, fins que el llindar de l'oïda avaluat es mantingui, és a dir, es trobi un altiplà amb 3 increments consecutius de soroll emmascarant.

### Interpretació d'audiogrames
L'audiograma és el gràfic on s'interpreta la capacitat auditiva del pacient. Per a interpretar-lo, es té en compte:
- En l'eix vertical (part esquerra), s'hi distribueixen els decibels normalitzats (dB), que indiquen la intensitat del so. Va de -10 dB a 120 dB HL. El decibel 0 representa el so més suau que l'oïda humana és capaç d'escoltar.
- En l'eix horitzontal (part superior) s'hi representen les freqüències (Hz), que indiquen el to del so. Va de 125 Hz (freqüència més greu) a 8000 Hz (freqüència més aguda).
L'audiograma s'hi reparteix els diferents nivells de pèrdua auditiva:
· Audició normal: de -10 dB a 20 dB.
· Pèrdua auditiva lleu: de 21 dB a 40 dB. No és habitual alguna limitació en una conversació, però sí en soroll de fons.
· Pèrdua auditiva moderada, pot dificultar mantenir una conversació o altres activitats diàries com parlar per telèfon o mirar la televisió. Pot ser necessària l'adaptació d'audiòfons. Es distingeix entre:
- Pèrdua auditiva moderada de 1er grau: de 41 dB a 55 dB.
- Pèrdua auditiva moderada de 2n grau: de 56 dB a 70 dB.
· Pèrdua d'audició severa, exigeix la necessitat d'adaptar audiòfons. Es pot diferenciar:
- Pèrdua auditiva severa de 1er grau: de 71 dB a 80 dB.
- Pèrdua auditiva severa de 2n grau: de 81 dB a 90 dB.
· Pèrdua auditiva profunda, requereix l'adaptació d'audiòfons i a més de suport de lectura labial o llenguatge de signes. Es classifiquen:
- Pèrdua auditiva profunda de 1er grau: 91 dB a 100 dB.
- Pèrdua auditiva profunda de 2n grau: de 101 dB a 110 dB.

- Pèrdua auditiva profunda de 3r grau: 111 dB a 119 dB.

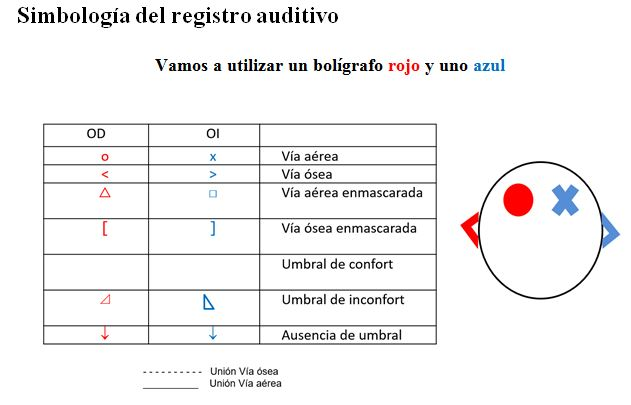
Simbologia del registre auditiu

Durant la prova es registren els resultats en l'audiograma, un per cada oïda. S'anota una “O” per l'oïda dreta i una “X” per l'oïda esquerra pel que fa a la via aèria. Per la via òssia, es marca “<” per l'oïda dreta, i “>” per l'oïda esquerra. Al final de la prova, aquests punts s'uneixen amb una línia contínua per a la via aèria i una línia discontinua per via òssia. Les línies vermelles i blaves obtingudes representen el llindar auditiu de cada oïda. Normalment, s'espera que aquests dos valors siguin similars, amb una diferència màxima de 10 dB. Si això no es compleix, ens indica que hi ha una possible pèrdua auditiva.
En el primer audiograma es representa una pèrdua auditiva aèria, perquè tots els valors estan per sobre dels 20 dB HL, en un interval de 20-120 dB HL. Per tant, es descriu una situació d'hipoacúsia, que correspon a una pèrdua d'audició moderada en les dues oïdes. Una característica de la hipoacúsia és la disminució de la dinàmica auditiva (reclutament).
Cal destacar que a les freqüències 500, 1000, 2000 i 4000 Hz, són les més importants per l'oïda humana. 
En el segon audiograma es representa els resultats una audició normal en via aèria. Una característica clara és que el llindar d'audició és aproximadament d'un interval de 0-20 dB HL. També s'observa que la via aèria i òssia no presenten una diferència major de 10 dB HL. Amb una dinàmica funcional aproximada d'uns 100 dB.
Per representar els resultats d'una audiometria realitzada per via òssia amb els mateixos resultats. Només cal intercanviar la rodona vermella per un “<” també vermell, i la creu blava per un “>” blau.
I si es compara la via aèria amb l'òssia, en la primera gràfica s'espera molt poca diferència, no més de 10 dB HL. D'altra banda, en la segona sí que hi hauria una diferència major de 10 dB HL, atès que existeix una pèrdua auditiva.

### Audiometria supraliminal
Es treballa amb intensitats més elevades per tal d'estudiar distorsions de la sensació acústica.
En les hipoacúsies coclears s'observa el fenomen de reclutament (s'arriba al llindar dolorós amb intensitats més baixes).
En les hipoacúsies retrococlears s'observa el fenomen de fatiga (es deixa de sentir el so al cap d'una estona).

### Audiometria d'altes freqüències
S'analitza l'audició a freqüències de 8000 a 18000 Hz. És útil en el diagnòstic de patologies com el trauma acústic o la ototoxicitat.

### Audiometria verbal
L'audiometria verbal o logoaudiometria és una prova auditiva utilitzada per a l'adaptació protèsica. Té com a objectiu avaluar la capacitat del pacient per comprendre el llenguatge a través de la discriminació de les paraules.
Un pacient pot sentir correctament els tons purs utilitzats en l'audiometria tonal, però no entendre una conversa amb la mateixa intensitat. És per aquest motiu que la realització d'aquesta prova és molt important.
La logoaudiometria es pot realitzar de diverses maneres:
- Manual: L'examinador diu paraules i el pacient les repeteix. És difícil que l'examinador pugui controlar el volum i pronunciar totes les paraules amb la mateixa intensitat. També és important que pacient i examinador no es vegin, ja que el pacient podria llegir els llavis de l'examinador.
- Automàtica: Es realitza a través d'una gravació de so amb les paraules. És més fàcil mantenir la mateixa intensitat en totes les paraules. És poc recomanable si el pacient no és àgil en les seves respostes, ja que el temps entre una paraula i la següent és constant.

Aquesta prova es pot realitzar amb altaveus, quan hi ha una impossibilitat de col·locar auriculars convencionals perquè el pacient porta els seus audiòfons, o amb auriculars.
Procediment
Es realitza a les dues oïdes, encara que les condicions d'ambdues no siguin les mateixes. Tot i això, primer es realitza la prova a la oïda amb millor audició. Se li donen al pacient unes instruccions clares i precises sobre el que haurà de fer: estar atent i repetir les paraules que escolti una per una. La mesura es divideix en dues proves.
-Llindar de recepció verbal (URV): És la intensitat mínima necessària per entendre el 50% de les paraules. És un test molt important, ja que es considera que si una persona entén més o menys la meitat dels fonemes pot seguir una conversa.
1. Explicar al pacient en què consistirà la prova.
2. Començar amb una intensitat de 30 dB per sobre del llindar auditiu HAIC (mitjana dels llindars auditius a 500 Hz, 1000 Hz i 2000 Hz).
3. Presentar dues paraules. Si el pacient les repeteix bé, disminuir la intensitat 10 dB i presentar una altra paraula.
4. Disminuir la intensitat de nou fins que el pacient no repeteixi la paraula.
5. Augmentar la intensitat 15 dB i dir 4 paraules.
6. Si el pacient les repeteix bé, anar baixant la intensitat de 5 dB en 5 dB fins que digui dues paraules correctament.
7. La intensitat amb la qual el pacient digui dues paraules correctament serà el llindar de recepció verbal.

-Test de discriminació verbal: S'avalua millor la capacitat per entendre el llenguatge parlat. Es busca la intensitat en la qual el pacient entén el 100% de les paraules.
1. Explicar al pacient en què consistirà la prova: escoltarà paraules i les haurà de repetir. Algunes paraules es presentaran amb major intensitat (fàcils d'entendre) i d'altres amb menor intensitat (més difícils d'entendre).
2. Començar amb una intensitat de 10 dB per sobre del llindar de recepció verbal.
3. Presentar una llista de paraules al pacient i marcar els encerts.
4. Augmentar la intensitat 10 dB i repetir fins que el pacient n'encerti el 100%.
5. Augmentar la intensitat 20 dB i repetir per comprovar si es manté el 100%.
6. Anotar sempre el percentatge de paraules encertades.

El percentatge de discriminació és el tant per cent de paraules correctes a 35 dB per sobre del llindar de recepció verbal. Tot i així, també es pot avaluar a altres intensitats.
Paraules utilitzades:
Les freqüències més importants en la parla estan entre 500 Hz i 2000 Hz, tot i que algunes consonants tenen uns fonemes amb unes freqüències molt superiors, com per exemple ss, f, c, etc.
Les paraules que s'utilitzen en una logoaudiometria són paraules soltes fora de context, però que el pacient comprengui, és a dir, tenint en compte l'edat, el context cultural i la variant geogràfica de la llengua, entre d'altres. També s'han d'evitar paraules ambigües o paraules amb sons molts semblants que es puguin confondre fonèticament. Hi ha moltes llistes diferents de paraules possibles a utilitzar en una logoaudiometria: monosíl·labes, bisíl·labes, números, etc. Cal que les paraules tinguin una proporció de vocals i consonants similar a la de l'idioma corresponent.
| PARAULES EN CATALÀ                                                       | PARAULES EN CATALÀ                                                          |
| ------------------------------------------------------------------------ | --------------------------------------------------------------------------- |
| Pala Bata Saler Botes Fada Caçar Didal Cosir Rodes Hora Fila Conte Lluna | Mitjons Moto Nina Núvol Peres Serra Pomes Tassa Vaca Melic Puré Neda Til·la |

Interpretació de la prova:
Segons els resultats, s'interpreta la prova d'una manera o una altra:
- Si la logoaudiometria és millor que la via aèria tonal, és possible que hi hagi presència d'acúfens que interfereixin en l'audiometria tonal.
- Si la logoaudiometria és pitjor que la via aèria tonal s'analitza si la discrepància és unilateral o bilateral:

-Si la discrepància és només unilateral, és possible que hi hagi un dany a la còclea.
-Si la discrepància és bilateral, és possible que hi hagi un dany en el sistema nerviós central, àrea de percepció i interpretació del so, reconeixement de paraules, memòria, etc.
Els resultats de la logoaudiometria s'anoten en una gràfica. A l'eix X s'hi troba la intensitat amb què es presenten les paraules (en dB HL) i a l'eix Y el percentatge de paraules de la llista que el pacient ha repetit correctament.
S'espera que una persona amb bona audició repeteixi el 100% de les paraules a intensitats baixes. A mesura que augmenta la pèrdua auditiva o la dificultat de comprensió verbal, la corba es desplaça cap a la dreta.
Exemples:
- Augmentant la intensitat el pacient és capaç d'entendre i respondre la totalitat de les paraules. Aquest serà un pacient amb pèrdua auditiva conductiva (oïda externa o mitjana) o amb algun tipus de pèrdua auditiva a l'oïda interna sense reclutament.
- El pacient arriba a entendre fins a un 80% de les paraules, però no és capaç d'entendre’n més tot i que s'amplifiqui la senyal. Aquest pacient no presentarà bons resultats amb ajuda auditiva.
- A certa intensitat el pacient entén menys paraules. El pacient passa de no sentir a sentir massa fort amb molt poc marge de canvi d'intensitat (afectació selectiva de les cèl·lules ciliades externes). No presentarà bons resultats amb ajuda auditiva.

### Otoemisions acústiques
S'utilitzen en l'screening auditiu neonatal.